# Palaeothentidae
De Palaeothentidae zijn een familie van uitgestorven buideldieren behorend tot de Paucituberculata. Het zijn daarmee verwanten van de hedendaagse opossummuizen. De Palaeothentidae kwamen tijdens het Oligoceen en Mioceen voor in Zuid-Amerika.

## Fossiele vondsten
Fossielen van Palaeothentidae zijn gevonden in Argentinië, Chili, Bolivia en Colombia en dateren uit het Laat-Oligoceen tot Midden-Mioceen (South American Land Mammal Ages Deseadan- Laventan). De grootste verscheidenheid aan soorten kwam in het Vroeg-Mioceen voor en is onder meer bekend uit de Santa Cruz-formatie in Patagonië. De meeste fossielen zijn losse tanden of gedeeltelijke kaken. Schedels zijn gevonden van Acdestis en Palaeothentes, terwijl van Palaeothentes ook delen van het skelet bekend zijn. Klimaatsveranderingen in de vorm van dalende temperaturen of verdroging van leefgebieden aan het einde van Mioceen worden geopperd als oorzaak voor het vrij abrupte uitsterven van de Palaeothentidae op het gehele Zuid-Amerikaanse continent.

## Kenmerken
De soorten uit de Palaeothentidae waren insectivoren en omnivoren, die in grootte varieerden van minder dan vijftig gram tot ruim drie kilogram lichaamsgewicht.

## Indeling
- Familie Palaeothentidae
  - Carlothentes
  - Antawallathentes
  - Hondathentes
  - Chimeralestes
  - Onderfamilie Palaeothentinae 
    - Palaeothentes
    - Palaepanorthus

  - Onderfamilie Decastinae
    - Acdestis
    - Trelewthentes
    - Titanothentes

## Verwantschap
Palaeothentidae vormen samen met de Abderitidae, Pichipilidae en de basale vormen Perulestes, Pilchenia en Sasawatsu de superfamilie Palaeothentoidea.